# トルニケ・ジャラゴニア
トルニケ・ジャラゴニア（グルジア語: თორნიკე ჯალაღონია、Tornike Jalagonia、1998年12月12日 - ）は、プロD2プロヴァンス・ラグビーに所属するラグビーユニオン選手。

## プロフィール
- ジョージア・トビリシ出身[1]。
- ポジションはフランカー(FL)、ナンバーエイト(No8)。
- 身長 189cm、体重 105kg
- U20ジョージア代表に選ばれたことがある[2]。
- ジョージア代表キャップは32（2024年7月現在）でラグビーワールドカップ2023のジョージア代表に選ばれた[3]。

## 略歴
RCジュキ、ビアリッツ・オランピックを経て、2024年、プロヴァンスに加入。 